# Southland (1.ª temporada)
A primeira temporada de Southland estreou em 2009.

## Episódios

### Episódio 1
| Nº # | Episódio # | Título               | Dirigido por        | Escrito por                                                          | Audiência EUA (milhões) | Data de Lançamento  | Código de Produção |
| --- | ---------- | -------------------- | ------------------- | -------------------------------------------------------------------- | ----------------------- | ------------------- | ------------------ |
| 1 | 1          | "Unknown Trouble"    | Christopher Chulack | Ann Biderman                                                         | 9.86                    | 9 de abril de 2009  | 276046             |
| O primeiro dia de trabalho para um policial novato não vai ser fácil, especialmente quando seu oficial de treinamento é resistente-como-pregos, o Oficial Veterano John Cooper. Enquanto isso, Det. Lydia Adams investiga o desaparecimento de uma menina que sumiu enquanto jogava bola. |            |                      |                     |                                                                      |                         |                     |                    |
| 2 | 2          | "Mozambique"         | Nelson McCormick    | Ann Biderman                                                         | 9.58                    | 16 de abril de 2009 | 3X5051             |
| Uma investigação é aberta quando os oficiais Cooper, Sherman, e Brown encontram um bebê abandonado no meio de um cruzamento. No entanto, o caso se revela demasiado perto de casa para o Det. Adams, cujo envolvimento com a investigação obriga a lidar com as questões do passado. Enquanto isso, os detetives Bryant e Moretta se encontram em uma situação difícil quando eles parecem não conseguir reunir fundos suficientes para colocar um adolescente sob proteção policial para sua segurança. |            |                      |                     |                                                                      |                         |                     |                    |
| 3 | 3          | "See the Woman"      | Christopher Chulack | Ann Biderman                                                         | 8.40                    | 23 de abril de 2009 | 3X5052             |
| Oficial Sherman revela detalhes de seu passado que explicam a sua motivação para ser um policial. Enquanto isso, o Oficial Brown questiona sua parceria com a Official Dewey quando ela se torna chocada e não consegue fazer o seu trabalho. |            |                      |                     |                                                                      |                         |                     |                    |
| 4 | 4          | "Sally in the Alley" | Christopher Chulack | Angela Amato Velez & Ann Biderman                                    | 6.68                    | 30 de abril de 2009 | 3X5054             |
| Os Detetives Bryant e Moretta são convocados para um beco em Los Angeles, onde o corpo de uma mulher não identificada está sendo usado por vândalos de rua para praticar tiro ao alvo. Enquanto isso, Det. Moretta revela a verdade sobre sua irmã. |            |                      |                     |                                                                      |                         |                     |                    |
| 5 | 5          | "Two Gangs"          | Nelson McCormick    | Dee Johnson                                                          | 6.50                    | 7 de maio de 2009   | 3X5053             |
| Os Detetives Moretta e Bryant vão ao auxílio de Det. Salinger, quando ele se choca contra um poste de luz e os membros de uma gangue roubam sua arma. Enquanto isso, Det. Adams é surpreendida quando um homem se expõe fora de sua casa. |            |                      |                     |                                                                      |                         |                     |                    |
| 6 | 6          | "Westside"           | Nelson McCormick    | Teleplay by: Angela Amato Velez & Dee Johnson Story by: Ann Biderman | 4.64                    | 14 de maio de 2009  | 3X5055             |
| Quando os detetives Adams e Clarke investigam ladrões de jóias que estão mirando casas em Bel Air, O Oficial Sherman se envolve pessoalmente quando ele descobre que ele conhece uma das vítimas. Entretanto, conforme Bryant e Moretta preparam Janilla para o julgamento, Det. Bryant usa meios não convencionais para garantir sua segurança. |            |                      |                     |                                                                      |                         |                     |                    |
| 7 | 7          | "Derailed"           | Christopher Chulack | Ann Biderman                                                         | 6.39                    | 21 de maio de 2009  | 3X5056             |
| Depois que um membro da gangue de Marta Ruiz Avenue é encontrado morto, o detetive Bryant convence a Det. Adams à ajudar Janilla. Enquanto isso, o fosso entre Det. Salinger e sua filha adolescente continua a se aprofundar. |            |                      |                     |                                                                      |                         |                     |                    |